# Owen Torrey
Owen Cates Torrey (Nueva York, 31 de octubre de 1925-Norwalk, 13 de febrero de 2001) fue un deportista estadounidense que compitió en vela en las clases Swallow y Star.
Participó en los Juegos Olímpicos de Londres 1948, obteniendo una medalla de bronce en la clase Swallow. Ganó una medalla de bronce en el Campeonato Mundial de Star de 1949.

## Palmarés internacional
| Juegos Olímpicos | Juegos Olímpicos      | Juegos Olímpicos  | Juegos Olímpicos |
| Año              | Lugar                 | Medalla           | Clase            |
| ---------------- | --------------------- | ----------------- | ---------------- |
| 1948             | Londres (Reino Unido) | Medalla de bronce | Swallow          |

| Campeonato Mundial | Campeonato Mundial       | Campeonato Mundial | Campeonato Mundial |
| Año                | Lugar                    | Medalla            | Clase              |
| ------------------ | ------------------------ | ------------------ | ------------------ |
| 1949               | Chicago (Estados Unidos) | Medalla de bronce  | Star               |